# Aphantaulax inornata
Aphantaulax inornata là một loài nhện trong họ Gnaphosidae. Loài này săn mồi ban đêm trong khi ban ngày thì ẩn mình dưới các tảng đá và lá cây. Cơ thể chúng có hình oval, hẹp và chỉa về phia sau. Loài này phân bố ở Zimbabwe.
Loài này thuộc chi Aphantaulax. Aphantaulax inornata được Richard William Ethelbert Tucker miêu tả năm 1923.